# Norgesmesterskapet 2000
La Norgesmesterskapet 2000 è la 95ª edizione della manifestazione. Iniziata il 4 maggio 2000, si concluse il 30 ottobre 2000 con la finale all'Ullevaal Stadion. La squadra campione in carica fu il Rosenborg.

## Formula
La competizione è interamente ad eliminazione diretta. Tutti i turni si svolgono in gara unica, con eventuali tempi supplementari e calci di rigore.

## Calendario

### Primo turno
|                | Risultato |                   | Data                |
| -------------- | --------- | ----------------- | ------------------- |
| Strømsgodset   | 3-1       | Birkebeineren     | 23 maggio ore 19.00 |
| Ørn-Horten     | 5-0       | Sarpsborg         | 23 maggio ore 19.00 |
| Sunndal        | 0-3       | Træff             | 23 maggio ore 19.00 |
| Fredrikstad    | 1-0       | Skjetten          | 24 maggio ore 18.00 |
| Sogndal        | 1-0       | Fjøra             | 24 maggio ore 18.00 |
| Skarp          | 1-2       | Alta              | 24 maggio ore 18.00 |
| Raufoss        | 1-0       | Gjøvik            | 24 maggio ore 18.30 |
| Giv Akt        | 0-8       | Mandalskameratene | 24 maggio ore 18.30 |
| Staal          | 0-2       | Vidar             | 24 maggio ore 18.30 |
| Hødd           | 1-0       | Skarbøvik         | 24 maggio ore 18.30 |
| Tornado        | 1-0       | Aalesund          | 24 maggio ore 18.30 |
| Lofoten        | 8-1       | Finnsnes          | 24 maggio ore 18.30 |
| Østsiden       | 3-5       | Skeid             | 24 maggio ore 19.00 |
| Sparta Undom   | 2-5       | Lyn Oslo          | 24 maggio ore 19.00 |
| Strømmen       | 2-3       | Bærum             | 24 maggio ore 19.00 |
| Grei           | 1-0       | Asker             | 24 maggio ore 19.00 |
| Ullern         | 1-2       | Drøbak/Frogn      | 24 maggio ore 19.00 |
| Kjelsås        | 2-0       | Mercantile        | 24 maggio ore 19.00 |
| Sør-Aurdal     | 1-6       | Hønefoss          | 24 maggio ore 19.00 |
| Kongsvinger    | 4-0       | Lørenskog         | 24 maggio ore 19.00 |
| Vardal         | 3-1       | Elverum           | 24 maggio ore 19.00 |
| Larvik Turn    | 0-2       | Eik-Tønsberg      | 24 maggio ore 19.00 |
| Skarphedin     | 0-1       | Sandefjord        | 24 maggio ore 19.00 |
| Tollnes        | 5-1       | Vindbjart         | 24 maggio ore 19.00 |
| Vard Haugesund | 5-2       | Sandnes Ulf       | 24 maggio ore 19.00 |
| Hundvåg        | 1-4       | Randaberg         | 24 maggio ore 19.00 |
| Follese        | 3-0       | Fyllingen         | 24 maggio ore 19.00 |
| Os             | 1-0       | Gneist            | 24 maggio ore 19.00 |
| Åsane          | 0-1       | Stord             | 24 maggio ore 19.00 |
| Orkla          | 2-3       | Levanger          | 24 maggio ore 19.00 |
| Tiller         | 0-2       | Steinkjer         | 24 maggio ore 19.00 |
| Ranheim        | 2-4       | Strindheim        | 24 maggio ore 19.00 |
| Byåsen         | 2-0       | NTNUI             | 24 maggio ore 19.00 |
| Fauske/Sprint  | 5-7       | Stålkameratene    | 24 maggio ore 19.00 |
| Tromsdalen     | 7-2       | Senja             | 24 maggio ore 19.00 |
| Lillehammer    | 0-1       | HamKam            | 25 maggio ore 18.30 |

### Secondo turno
|                | Risultato |                   | Data               |
| -------------- | --------- | ----------------- | ------------------ |
| Stord          | 2-1       | Vard Haugesund    | 7 giugno ore 18.00 |
| Os             | 1-2       | Tornado           | 7 giugno ore 18.00 |
| Stålkameratene | 2-4       | Lofoten           | 7 giugno ore 18.00 |
| Sandefjord     | 4-1       | Mandalskameratene | 7 giugno ore 18.30 |
| Follese        | 0-5       | Sogndal           | 7 giugno ore 18.30 |
| Hønefoss       | 0-3       | HamKam            | 7 giugno ore 19.00 |
| Vardal         | 1-2       | Kongsvinger       | 7 giugno ore 19.00 |
| Eik-Tønsberg   | 3-0       | Ørn-Horten        | 7 giugno ore 19.00 |
| Tollnes        | 7-6       | Kjelsås           | 7 giugno ore 19.00 |
| Randaberg      | 0-3       | Vidar             | 7 giugno ore 19.00 |
| Træff          | 3-1       | Hødd              | 7 giugno ore 19.00 |
| Steinkjer      | 0-1       | Strindheim        | 7 giugno ore 19.00 |
| Levanger       | 0-1       | Byåsen            | 7 giugno ore 19.00 |
| Alta           | 4-2       | Tromsdalen        | 7 giugno ore 19.00 |
| Drøbak/Frogn   | 0-2       | Lyn Oslo          | 8 giugno ore 19.00 |
| Raufoss        | 2-0       | Grei              | 8 giugno ore 19.00 |
| Skeid          | 4-0       | Fredrikstad       | 8 giugno ore 19.00 |
| Bærum          | 1-3       | Strømsgodset      | 8 giugno ore 19.30 |

### Terzo turno
|              | Risultato |              | Data                |
| ------------ | --------- | ------------ | ------------------- |
| Vidar        | 2-0       | Haugesund    | 27 giugno ore 18.00 |
| Moss         | 2-1       | Raufoss      | 28 giugno ore 18.00 |
| Lyn Oslo     | 3-0       | Sandefjord   | 28 giugno ore 18.00 |
| Stabæk       | 0-2       | Træff        | 28 giugno ore 18.00 |
| HamKam       | 2-4       | Lillestrøm   | 28 giugno ore 18.00 |
| Kongsvinger  | 0-3       | Start        | 28 giugno ore 18.00 |
| Strømsgodset | 2-0       | Skeid        | 28 giugno ore 18.00 |
| Odd Grenland | 6-1       | Tollnes      | 28 giugno ore 18.00 |
| Viking       | 2-1       | Byåsen       | 28 giugno ore 18.00 |
| Brann        | 2-0       | Stord        | 28 giugno ore 18.00 |
| Sogndal      | 0-7       | Vålerenga    | 28 giugno ore 18.00 |
| Tornado      | 0-5       | Molde        | 28 giugno ore 18.00 |
| Lofoten      | 1-5       | Bodø/Glimt   | 28 giugno ore 18.00 |
| Tromsø       | 4-1       | Alta         | 28 giugno ore 18.00 |
| Bryne        | 7-8       | Eik-Tønsberg | 28 giugno ore 18.30 |
| Strindheim   | 1-0       | Rosenborg    | 28 giugno ore 19.00 |

### Quarto turno
|              | Risultato |              | Data                |
| ------------ | --------- | ------------ | ------------------- |
| Vålerenga    | 6-0       | Vidar        | 19 luglio ore 19.00 |
| Eik-Tønsberg | 1-5       | Bodø/Glimt   | 19 luglio ore 19.00 |
| Træff        | 0-5       | Viking       | 19 luglio ore 19.00 |
| Strindheim   | 0-5       | Odd Grenland | 19 luglio ore 19.00 |
| Lyn Oslo     | 0-3       | Moss         | 20 luglio ore 19.00 |
| Lillestrøm   | 3-0       | Strømsgodset | 20 luglio ore 19.00 |
| Molde        | 3-0       | Brann        | 20 luglio ore 20.15 |
| Start        | 3-2       | Tromsø       | 20 luglio ore 20.15 |

### Quinto turno
|              | Risultato |            | Data                  |
| ------------ | --------- | ---------- | --------------------- |
| Bodø/Glimt   | 2-0       | Lillestrøm | 5 settembre ore 17.30 |
| Odd Grenland | 11-10     | Moss       | 6 settembre ore 17.30 |
| Start        | 0-0       | Molde      | 5 settembre ore 19.00 |
| Viking       | 3-2       | Vålerenga  | 6 settembre ore 19.00 |

### Semifinali
|              | Risultato |            | Data                   |
| ------------ | --------- | ---------- | ---------------------- |
| Odd Grenland | 4-0       | Bodø/Glimt | 23 settembre ore 15.15 |
| Viking       | 4-0       | Start      | 24 settembre ore 15.15 |

### Finale
| Arbitro: | Kvam |

|                                      |           |          |
| Tihinen 64’ (aut.) Flindt-Bjerg 106’ | Marcatori | 45’ Dahl |

| Odd Grenland | Viking |

#### Formazioni
| Odd Grenland (4-3-3) |    |                        |      |
|                      |    |                        |      |
| POR                  | 1  | Erik Holtan            |      |
| TD                   | 15 | Alexander Aas          |      |
| DC                   | 17 | Jan Frode Nornes       | 46’  |
| DC                   | 20 | Bård Borgersen         |      |
| TS                   | 4  | Ronny Deila            |      |
| CEN                  | 6  | Morten Fevang          | 105’ |
| CEN                  | 5  | Erik Pedersen          | 91’  |
| CEN                  | 18 | Sami Mahlio            |      |
| ATT                  | 25 | Espen Hoff             | 78’  |
| ATT                  | 9  | Kim Larsen             |      |
| ATT                  | 14 | Thomas Røed            |      |
| A disposizione:      |    |                        |      |
| POR                  | 12 | Svein Roger Dahlen     |      |
| CEN                  | 7  | Christian Flindt-Bjerg | 105’ |
| ATT                  | 10 | Kristian Bye-Andersen  |      |
| CEN                  | 13 | Jan Gunnar Solli       |      |
| DIF                  | 23 | Brede Bomhoff          |      |
| ATT                  | 29 | Tor Gunnar Johnsen     | 78’  |
| DIF                  | –– | Anders Rambekk         | 46’  |
| Allenatore:          |    |                        |      |
| Arne Sandstø         |    |                        |      |

| Viking (4-4-2)    |    |                       |      |      |
|                   |    |                       |      |      |
| POR               | 1  | Lars Gaute Bø         |      |      |
| TD                | 3  | Bjørn Dahl            |      |      |
| DC                | 4  | Hannu Tihinen         | 69’  |      |
| DC                | 20 | Auðun Helgason        |      |      |
| TS                | 5  | Thomas Pereira        |      |      |
| CLD               | 11 | Morten Berre          | 93’  |      |
| CEN               | 13 | Bjørn Berland         | 27’  |      |
| CEN               | 28 | Bjarte Lunde Aarsheim |      |      |
| CLS               | 21 | Erik Fuglestad        |      |      |
| ATT               | 10 | Erik Nevland          | 74’  |      |
| ATT               | 17 | Ríkharður Daðason     | 40’  |      |
| A disposizione    |    |                       |      |      |
| POR               | 12 | Tore Snørteland       |      |      |
| DIF               | 2  | Odd Arne Espevoll     |      |      |
| ATT               | 9  | Gunnar Aase           | 27’  | 112’ |
| DIF               | 15 | Frode Hansen          |      |      |
| CEN               | 16 | Jørgen Tengesdal      | 112’ |      |
| DIF               | 18 | Tom Sanne             | 74’  |      |
| CEN               | 19 | Trygve Nygaard        |      |      |
| Allenatore:       |    |                       |      |      |
| Benny Lennartsson |    |                       |      |      |